# 쇼니 사다요리
쇼니 사다요리(少弐 貞頼, しょうに さだより)는 일본 난보쿠초 시대(南北朝時代)에서 무로마치 시대 초기에 걸쳐 활약했던 무장(武将)이자 슈고 다이묘(守護大名)이다.

## 약력
겐추(元中) 4년/가케이(嘉慶) 원년(1387년)、규슈 단다이(九州探題) ・ 이마가와 료슌(今川了俊)과 일시 화친을 맺고 지쿠젠국(筑前国)의 슈고(守護)로 돌아왔다.
그러나 료슌의 후임으로 규슈 단다이가 된 시부카와 미쓰요리(渋川満頼)의 명을 따르지 않고 기쿠치 다케토모(菊池武朝)와 동맹을 맺어 반항할 자세를 보였고, 오에이 4년(1397년) 3대 쇼군(将軍) 아시카가 요시미쓰(足利義満)의 명을 받은 오우치 요시히로(大内義弘)나 오토모 지카요(大友親世) 등의 공격으로 일시 궁지에 몰리기도 했다. 오에이 6년(1399년)에 발발한 오에이의 난(応永の乱)으로 요시히로가 패사하고 오우치 씨(大内氏)가 일시 쇠퇴한 것을 계기로 세력을 회복하고 부젠국(豊前国) 슈고 자리를 오우치로부터 빼앗았다.
오에이 11년(1404년) 쇼니 씨는 규슈 단다이를 압도할 정도로 세력을 회복하였으나, 이 해에 사다요리는 병으로 사망하였다. 가독은 아들 미쓰사다(満貞)가 이었다.

## 참고 자료
- 『아소 문서』(阿蘇文書)
- 『후지타쓰 가보』(藤龍家譜, 二、龍造寺十二代家氏公)
- 『오에이 전람』(応永戦覧, 一、大内譜系付義弘威盛之事)

| 전임 쇼니 요리즈미 | 제10대 쇼니씨 당주 | 후임 쇼니 미쓰사다 |